# فلم مخيف 2
فيلم مخيف 2 (بالإنجليزية: Scary Movie 2) هو فيلم ساخر خارق للطبيعة أمريكي من إخراج كينن آيفوري وايانس وبطولة آنا فاريس، شون وايانز، مارلون ويانز، ريجينا هول وكريستوفر ماسترسون، صدر الفيلم في 4 يوليو 2001.

## روابط خارجية
مقالات تستعمل روابط فنية بلا صلة مع ويكي بيانات